# Miedzno (powiat kościerski)
Miedzno (dodatkowa nazwa w j. kaszub. Miedzno; niem. Miedzno) – wieś kaszubska w Polsce, położona w województwie pomorskim, w powiecie kościerskim, w gminie Karsin.
Wieś położona jest w zakolu Wdy, na obszarze leśnym Borów Tucholskich, znajduje się na turystycznym  szlaku Kamiennych Kręgów, wchodzi w skład sołectwa Bąk.
W latach 1975–1998 miejscowość administracyjnie należała do województwa gdańskiego.